# Antaviliai

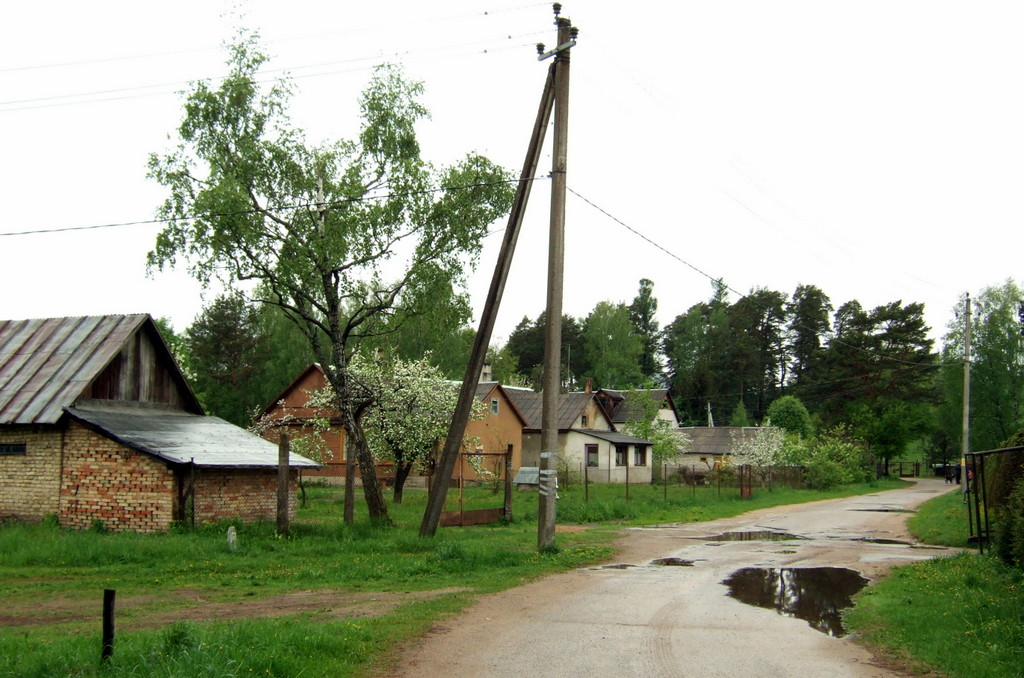

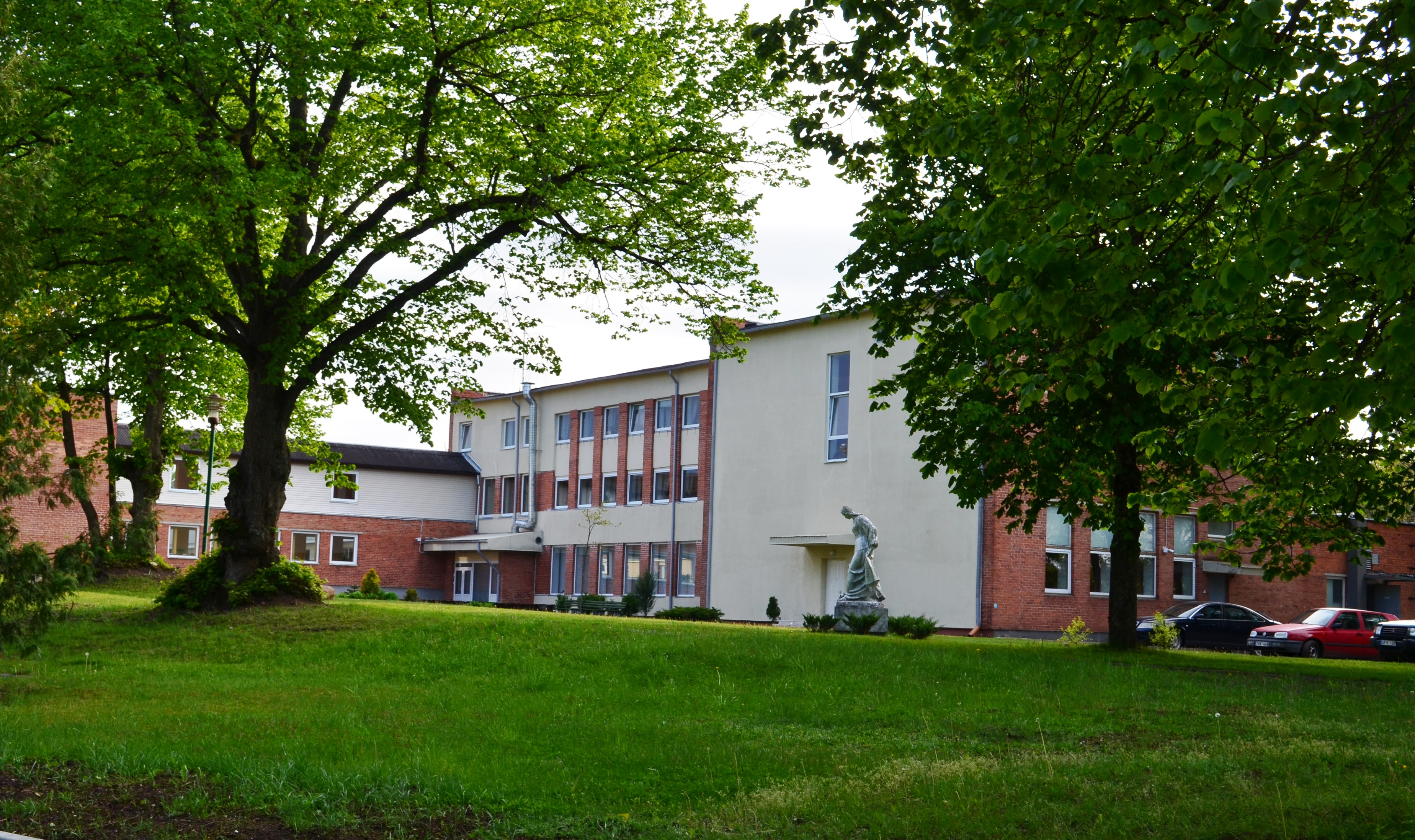
Pension

Antaviliai ist ein Stadtteil der litauischen Hauptstadt Vilnius, im Nordosten vom Stadtzentrum, an der Fernstraße Vilnius-Švenčionys–Zarasai. Er gehört zum Amtsbezirk Antakalnis der Stadtgemeinde Vilnius. Der Ort ist seit dem 18. Jahrhundert als ein Gutshof bekannt. Hier gibt es eine Kapelle, Alten-Pension, einen Friedhof. 
Die angebliche Existenz eines geheimen CIA-Foltergefängnisses  für gleichzeitig bis zu acht Terrorverdächtige in einer ehemaligen Reitschule war von US-Medien in Gang gebracht worden. Der Europäische Menschenrechtsgerichtshof sieht es als erwiesen an, dass sich hier etwa von 2005 bis 2006 unter dem Namen „Site Violet“, ein geheimer Kerker der CIA befunden habe.